# Kelmonderbos
Het Kelmonderbos is een natuurgebied dat zich bevindt tussen Beek en Kelmond in de Nederlandse provincie Limburg. Het heeft een oppervlakte van ongeveer 10 ha.
Het gebied is gelegen langs de bovenloop van de Keutelbeek, in de nabijheid van Kasteel Genbroek. In de directe omgeving van het kasteel vindt men een parklandschap dat geleidelijk in natuurgebied overgaat. Daar vindt men moerassige landjes en hellingbossen. Tot de ondergroei behoort groot heksenkruid en bosandoorn. Het gebied is rijk aan vogels en vleermuizen. Ook dassen leven er.
Het dal van de Keutelbeek werd geëxploiteerd als populierenplantage. De populieren worden geleidelijk vervangen door inheemse bomen en struiken.
Het gebied is eigendom van de Vereniging Natuurmonumenten.